# Стадион Томас Робинсон
Стадион Томас Робинсон (енгл. Thomas A. Robinson National Stadium) је вишенаменски стадион у Насауу на Бахамима. Највећи стадион у земљи, тренутно се користи већином за одржавање фудбалских утакмица. Стадион има капацитет да прими 15.000 гледалаца, али има могућност проширења да прими 23.000 људи. Стадион је такође дом НЦАА дивизије I колеџ фудбала (америчког фудбала) „Бахамас Бовл”.
Стадион је назван по Томасу А. „Тому“ Робинсону, бившој атлетској звезди који је представљао Бахаме на неколико Олимпијских игара.

## Фудбалска репрезентација Бахама се повлачи из квалификација за Светско првенство у фудбалу 2014.
ФИФА је 22. августа 2011. повукла фудбалску репрезентацију Бахама из квалификација за Светско првенство 2014. Неколико дана касније, актуелни председник Фудбалског савеза Бахама Антон Сили рекао је да је разлог била недовршена изградња пројекта стадиона Томас Робинсон у Насауу.

## Бахамас Бовл (НЦАА)
Бахамас Бовл је Национална академска атлетска асоцијација (НЦАА) коју је одобрила Дивизија I колеџa америчког фудбала која је први пут одиграна у децембру 2014. на стадиону Томас Робинсон. Америчка атлетска конференција дала је Конференцији САД место на Попajs Бахамас Бовлу, а Ц-УСА је заузврат дозволила БИУ да заузме своје место на Мајами Бич Боулу за 2014. годину.
Ц-УСА је купио Бахамас Бовл и играла је четири пута између 2014. и 2019. године свих шест година.
Утакмица отварања одржана је 24. децембра 2014. године и представљала је Централ Мичиген ;ипевас (7 : 5) против Вестерн Кентaки хилтоперса (7 : 5).

## ИААФ Светскa штафетa
Године 2014. стадион Томас Робинсон био је домаћин првенствене ИААФ светске штафете, штафетног атлетског митинга који је организовала ИААФ. За такмичење је постављена нова Мондо стаза. Стадион је такође био домаћин светских штафета ИААФ 2015. и 2017. године